# Suecia en los Juegos Paralímpicos de Tokio 1964
Suecia estuvo representada en los Juegos Paralímpicos de Tokio 1964 por un deportista masculino.

## Medallistas
El equipo paralímpico sueco obtuvo las siguientes medallas:
| Nombre         | Deporte       | Evento                             |
| -------------- | ------------- | ---------------------------------- |
| Oro            |               |                                    |
| —              |               |                                    |
| Plata          |               |                                    |
| —              |               |                                    |
| Bronce         |               |                                    |
| Eric Johansson | Tiro con arco | Ronda FITA clase abierta masculino |